# Kınalıada
Kınalıada (Grieks: Πρώτη) is een van de negen Turkse Prinseneilanden, gelegen voor de kust van Istanbul, in de Zee van Marmara. Bestuurlijk gezien behoort het eiland tot het district Adalar in de provincie Istanbul. Çınartepe is met 115 meter het hoogste punt van het eiland.
Burgazada · 
Büyükada ·
Heybeliada · 
Kaşıkadası · 
Kınalıada · 
Sedef Adası · 
Sivriada · 
Tavşanadası · 
Yassıada